# Suite española Op. 47 (Albéniz)

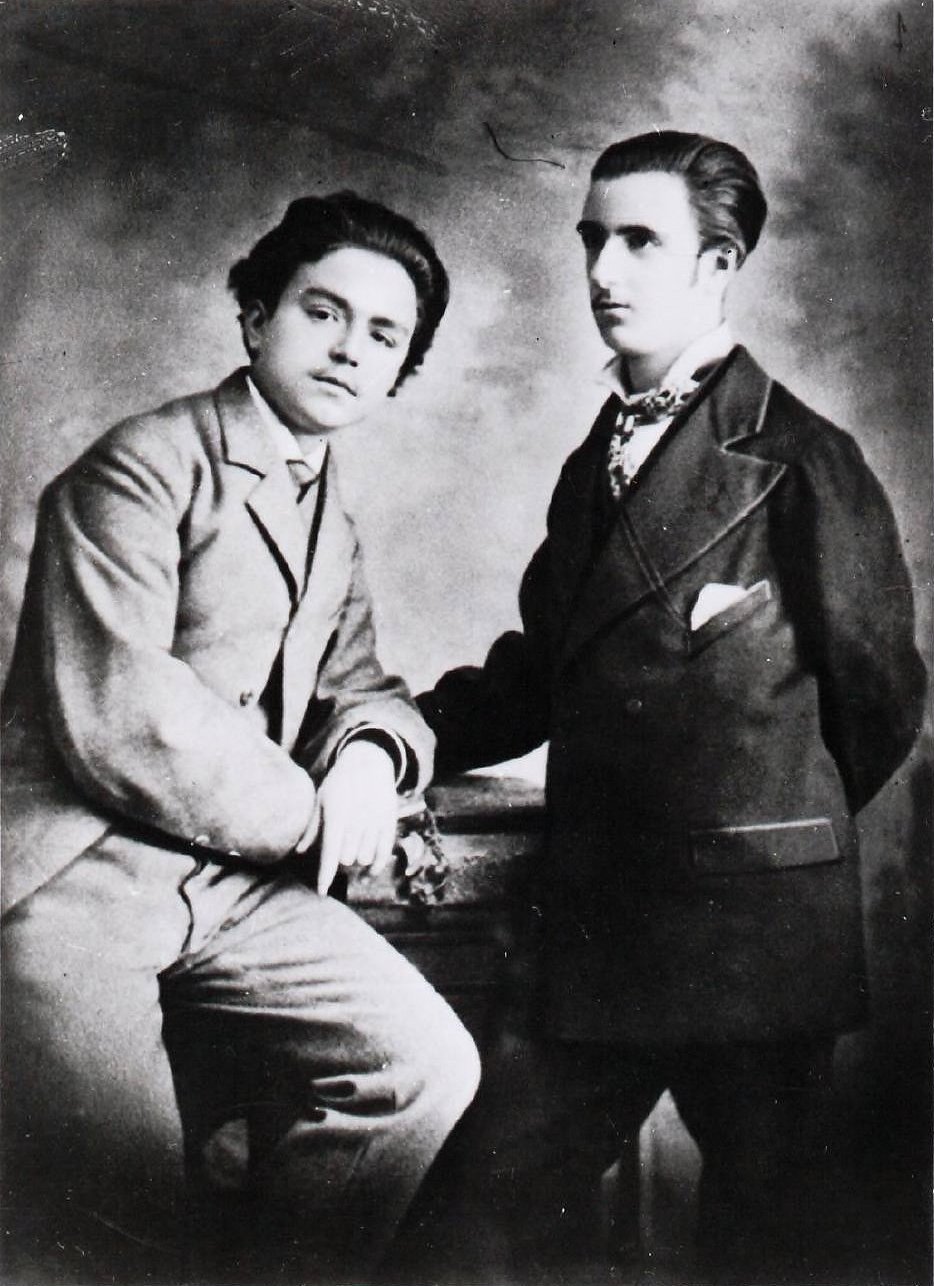
Isaac Albéniz y Enrique Fernández Arbós hacia 1889.

La Suite española n.º 1, Op. 47 es un conjunto de ocho piezas para piano escritas por Isaac Albéniz entre 1882 y 1889. La obra es en honor de la Reina de España.[cita requerida] Esta obra es más extensa que la Suite española n.º 2 Op. 97 compuesta en 1888, que solo contiene cuatro movimientos.

## Historia

### Composición
Se trata de una composición bastante temprana, muy diferente de las obras de madurez, como la suite para piano Iberia, por las que Albéniz es principalmente conocido. Al igual que ocurre en otras creaciones para piano de Albéniz, cada una de estas piezas es un cuadro que representa una región específica de España y está concebida como una danza, una canción o una forma musical característica de ese lugar. Se inscribe dentro de la corriente denominada Nacionalismo musical relacionada con el Romanticismo. Albéniz se hallaba entonces bajo el influjo de Felipe Pedrell, quien lo apartó de la música de salón estética europeística y lo atrajo hacia el nacionalismo, en este caso español. Pero, por otro lado, el suyo es un nacionalismo pasado por el tamiz del refinamiento y la estilización. 
Todas las piezas de la Suite española son técnicamente más fáciles que Iberia, pero la escritura imita a menudo las figuraciones de la guitarra en lugar de las pianísticas, lo que plantea algunos problemas interpretativos interesantes. A pesar de su temprano lugar en la cronología de la producción de Albéniz, toda la suite es muy eficaz y sutilmente evocadora. Aunque puede interpretarse como una suite, las distintas piezas suelen escucharse por separado, a menudo en una de las versiones orquestales realizadas por Enrique Fernández Arbós y otros.

### Estreno y publicación
El estreno de la obra se celebró el 24 de enero de 1886 en el Salón Romero de Madrid, con la interpretación de los números 1, 2 y 8 por el propio Isaac Albéniz al piano.
La primera publicación fue llevada a cabo por el editor Benito Zozaya en Madrid en 1886-97. Aunque Zozaya anunció la publicación de la suite que contendría las 8 piezas, en realidad la primera edición sólo incluía los números 1, 2, 3 y 8 (Granada, Cataluña, Sevilla, Cuba) publicados por separado. Las demás piezas (4-7: Cádiz, Asturias, Aragón y Castilla) fueron publicadas por separado entre 1889 y 1897 por otros editores. La suite completa con los 8 movimientos no apareció editada hasta 1901 por Casa Dotesio.
El editor Friedrich Hofmeister publicó los ocho movimientos de la Suite española en 1912, después de la muerte de Albéniz. Lo hizo tomando otras piezas para los cuatro títulos restantes, ya que esas piezas no reflejan muy exactamente la región geográfica a la que se refieren. Un caso muy claro es el de Asturias (Leyenda), cuyos ritmos de flamenco andaluz poco tienen que ver con la música de Asturias. El Op. 47, número asignado por Hofmeister, no guarda relación con ningún tipo de orden cronológico en la obra de Albéniz, en la que los números de opus fueron dados aleatoriamente por los editores o por el mismo Albéniz. Algunas obras incluso aparecen en más de una colección.

## Estructura y análisis
La suite consta de las siguientes piezas:
1. Granada (Serenata), en fa mayor 3
8
2. Cataluña (Corranda), en sol menor 6
8
3. Sevilla (Sevillanas), en sol mayor 3
4
4. Cádiz (Saeta), en re bemol mayor 3
4
5. Asturias (Leyenda), en sol menor 3
4
6. Aragón (Fantasía), en fa mayor 3
8
7. Castillas (Seguidillas), en fa sostenido mayor 3
4
8. Cuba (Notturno / Capricho), en mi bemol mayor 6
8

La interpretación de la suite dura alrededor de 16 minutos.
En esta serie de piezas el primer título hace referencia a la región española que representan y el subtítulo entre paréntesis indica la forma musical de la pieza o la danza de la región retratada. Asturias (Leyenda) y Cádiz (Saeta) no son muy precisas en cuanto a la relación entre la pieza y la región. A pesar del carácter artificial de la Suite española, Op. 47, con el tiempo se ha convertido en una de las composiciones para piano de Albéniz más interpretadas y conocidas tanto por pianistas como por el público.

### 1.Granada (Serenata)
La primera pieza lleva por título Granada, subtítulo Serenata y la indicación de tempo Allegretto. Está escrita en la tonalidad de fa mayor y en compás de 3/8. Se trata de una serenata elegante, reposada y sensual que evoca el rasgueo de la guitarra en sencillas armonías de tónica-dominante sobre una característica y rica melodía que constituye el tema principal. Un segundo tema, en modo menor, contrasta con su atmósfera melancólica y de misterio. La obra está dedicada de la siguiente manera "Respetuoso recuerdo a la Sra. Dª Gracia Fernández".

### 2.Cataluña (Corranda)
La segunda pieza lleva el título Cataluña, subtítulo Corranda o Curranda y la indicación Allegro. Está escrita en sol menor y en compás de 6/8. La corranda es una courante de estilo español, es decir, una animada danza en 6/8 que se baila en corro con las manos de las mujeres sobre los hombros de los varones. Recuerda una canción de caza de principios del Romanticismo. En la dedicatoria figura el siguiente texto "A mi querida madre".
El manuscrito, fechado el 24 de marzo de 1886, se conserva en el Real Conservatorio Superior de Música de Madrid.

### 3.Sevilla (Sevillanas)
La tercera pieza se titula Sevilla, el subtítulo es Sevillanas y la indicación Allegretto. Está escrita en sol mayor y en compás de 3/4. Las sevillanas es un tipo de danza flamenca de origen andaluz, y aquí Albéniz crea una de particular gracia. El típico ritmo flamenco subyace a una melodía lírica en las secciones principales, mientras que las dos manos tocan una melodía recitativa a una octava de distancia para las secciones contrastantes. Es una de las piezas más conocidas de la suite. Fue compuesta y estrenada esta pieza en Madrid en 1886, utiliza en ella Albéniz una sevillana, con su estilizado garbo y sabor popular y aristocrático. Cuenta con un intermedio, en forma de copla, presentado por ambas manos al unísono. La pieza está dedicada de la siguiente manera "Respetuoso y cariñoso recuerdo a la Exma. Sra. Condesa de Morphy".

### 4.Cádiz (Saeta)
La cuarta pieza lleva por título Cádiz, subtítulo Saeta y la indicación Allegro. Está escrita en re bemol mayor y en compás de 3/4. La saeta es una canción de origen andaluz, de carácter principalmente religioso y que suele cantarse en Cuaresma para acompañar las actividades penitenciales al aire libre. Una vez más, Albéniz evoca figuraciones típicas de la guitarra en el acompañamiento de la mano izquierda, mientras que la mano derecha interpreta una melodía lírica en un diseño sencillo. La parte central, en modo menor, pone un suave punto melancolía.

### 5.Asturias (Leyenda)
La quinta pieza se titula Asturias, el subtítulo es Leyenda y la indicación Allegro. Está escrita en sol menor y en compás de 3/4. Es quizá la pieza más conocida de esta suite, sobre todo en su transcripción para guitarra. Pese a su adscripción a la región cantábrica, evoca una soleá de sabor hondo y andaluz, con una copla de sabor también andaluz. Consta de tres partes. La primera presenta una hipnótica melodía que nace de un ostinato repetido de una sola nota y llega a un clímax, mientras que la segunda es un recitativo dramático e inquietante, que evoca la narración de una leyenda. La tercera parte es una repetición exacta de la primera, a la que se añade una breve coda.

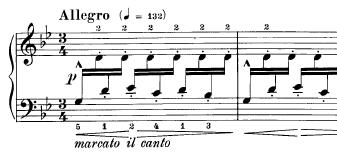
Inicio de la conocida Asturias (Leyenda).

### 6.Aragón (Fantasía)
La sexta pieza se titula Aragón, el subtítulo es Fantasía y la indicación Allegro. Está escrita en fa mayor y en compás de 3/8. Se recrea a modo de fantasía en el ámbito de la jota aragonesa con su gran riqueza rítmica, que aparece a través de varios temas que desembocan en un final de espectacular virtuosismo. Es la pieza más larga y de mayor virtuosismo pianístico de la suite. Alterna una danza rítmica con una estrofa central más lenta que imita, una vez más, figuraciones típicas de la guitarra. Antes de la brillante presentación del material principal, Albéniz recuerda la pieza inicial de la suite, creando un vínculo cíclico, musical y emocionalmente, con Granada.

### 7.Castillas (Seguidillas)
La séptima pieza lleva por título Castillas o Castilla, subtítulo Seguidillas y la indicación Allegro. Está escrita en fa sostenido mayor y en compás de 3/4. Las seguidillas, son un tipo de canto y danza típicos de Castilla y del sur de España que alterna versos cantados con interludios de guitarra. Esta alternancia se evoca de manera brillante mediante contrastes en la figuración del piano en esta danza rítmica.

### 8.Cuba (Notturno / Capricho)
La octava y última pieza se titula Cuba, con el subtítulo Notturno o Capricho, según la edición que se consulte, y la indicación Allegretto. Está escrita en mi bemol mayor y en compás de 3/4. Cuba se aborda como otra región española más, ya que formó parte de España hasta 1898. Esta pieza refleja las estancias del compositor en Cuba en 1875, aún adolescente, y en 1881, cuando tenía veintiún años. La composición sigue el estilo de una habanera de atmósfera evocadora y sensual, con gran riqueza y contraste en sus ritmos. Se trata más una danza que un nocturno, su sección principal sugiere ritmos de inspiración africana con suaves ritmos cruzados de hemiola. La sección central es más lírica y nostálgica, en consonancia con el título. Esta obra está dedicada "Al Exmo. Sr. D. Ramón Rodríguez Correa", escritor, periodista y político español nacido en Cuba.
El manuscrito, fechado el 25 de mayo de 1886, se conserva en el Real Conservatorio Superior de Música de Madrid.

## En la cultura popular
Estas obras han servido de inspiración a artistas musicales de diversos géneros para crear sus propias versiones. Tanto las adaptaciones como las interpretaciones de la pieza original han sido incluidas en bandas sonoras de películas, programas de televisión, videojuegos, etc.

### Adaptaciones
Asturias
- 1968 – "Spanish Caravan", canción del álbum Waiting for the Sun de The Doors en la que el tema principal se escucha al comienzo.[7]
- 1983 – "To Tame a Land", canción del álbum Piece of Mind de Iron Maiden en la que aparece.
- 1993 – "Right in the Night (Fall in Love With Music)", canción de la banda Jam & Spoon junto con Plavka que incluye una versión del tema principal.
- 2007 – El 16 de mayo de 2007 durante la investidura de Nicolas Sarkozy como presidente de Francia, el tema fue interpretado por su entonces esposa, Cécilia Ciganer-Albéniz, bisnieta del compositor Isaac Albéniz.[8]
- 2015 – El violista italiano Marco Misciagna publicó el arreglo de esta pieza para viola sola.[9]
- 2019 – "Middle of the Night", canción de la cantante Elley Duhé que también utiliza el tema principal.

### Inclusión en bandas sonoras
Asturias
- 1982 – Paratrooper, videojuego para MS-DOS en cuyo inicio se empleó la pieza.[10]
- 2008 – Mirrors (Reflejos), película dirigida por Alexandre Aja en cuya banda sonora es ampliamente utilizado el tema principal.
- 2008 – Vicky Cristina Barcelona, película de Woody Allen en la que se escucha esta obra.
- 2013 – Un château en Italie (Un castillo en Italia), film de Valeria Bruni Tedeschi en el que también se incluye la pieza.

## Discografía selecta
- 1982 – Julian Bream Plays Granados & Albéniz. Con Julian Bream a la guitarra (RCA Red Seal 14378).[11]
- 1987 – Albéniz: Iberia; Navarra; Suite Española. Con Alicia de Larrocha al piano (Decca 4780388).[12]